# Tham nhũng tại Ukraina
Tham nhũng tại Ukraina là một vấn đề nhức nhối trong xã hội Ukraina. Kể từ khi Liên Xô tan rã vào năm 1991, Ukraina liên tục đối mặt với hàng loạt chính trị gia lợi dụng sự tham nhũng của cảnh sát, các đảng phái chính trị để tranh giành quyền lực của mình. Hậu quả dẫn đến công chúng phản đối quyết liệt và sự nỗi dậy của phong trào Euromaidan.

## Lịch sử
Kể từ giành được độc lập sau Liên Xô tan rã, Ukraina phải đối mặt với tình trạng tham nhũng lớn nhất và bạo lực nhất ở các khu vực có nguyên vật liệu, công nghiệp, du lịch và hải cảng của Donbass. Nguồn gốc của tham nhũng Ukraina bắt nguồn từ các nhà lãnh đạo chính trị Ukraina dưới thời cộng sản. Năm 2005, những ngôi mộ tập thể từ những năm 1990 tìm được ở Donetsk.
Bộ Ngoại giao Hoa Kỳ đã mô tả Ukraina dưới thời Tổng thống Kuchma và Yushchenko là một chế độ đạo tặc, theo Rò rỉ điện tín mật ngoại giao của Hoa Kỳ. Cựu Thống đốc Donetsk và Tổng thống Viktor Yanukovych bị luận tội vì có liên quan đến tội phạm có tổ chức như một phần cơ sở chính trị là Đảng Khu vực.